# DAVO (uitgeverij)
Uitgeverij DAVO is een uitgeverij in Deventer, die gespecialiseerd is in het maken en uitgeven van filatelistische benodigdheden, maar ook numismatische artikelen. Vanaf begin jaren negentig is daar fulfilment bijgekomen: de logistieke schakel tussen bedrijven en consumenten.

## Geschiedenis
Het bedrijf is ontstaan uit de activiteiten van Karel Berghuijs senior, een verwoed verzamelaar die in 1942 een postzegelhandel begon. Met de vele Nederlandse zegels die hij tijdens de Duitse bezetting van Nederland bewaard had, kon hij een verzamelalbum samenstellen, dat hij in 1945 uitgaf onder de titel Nederlandsche Postzegels in den Oorlog 1940–1945. Dit kon hij bij geallieerde soldaten ruilen tegen schaarse producten zoals nylonkousen, chocolade en sigaretten. DAVO houdt 1945 aan als het begin van de uitgeverij. Vanaf 1946 bracht Berghuijs een reeks voorbedrukte landenalbums uit, te beginnen met Belgische postzegels.
Berghuijs senior overleed in 1989, maar de bedrijfsactiviteiten waren al omstreeks 1980 overgenomen door zijn zoons Karel en Toon. In 2004 trok de uitgeverij in een nieuw pand aan de Hunneperkade op Industrieterrein Bergweide in Deventer. In 2009 werd het familiebedrijf overgenomen door Albert Ploeger.

## Fulfilment
Sinds het begin van de jaren negentig is DAVO niet alleen actief op het gebied van filatelie maar ook in fulfilment. DAVO Fulfilment Services verzorgt opslag, orderpicking en verzending van e-commerce-bestellingen voor diverse webwinkels. Deze activiteiten kwamen voort uit de samenwerking op filatelistisch gebied met verzamelaarsorganisaties, TPG Post en andere posterijen.